# Агостинаси (Кунео)
Агостинаси (итал. Agostinassi) је насеље у Италији у округу Кунео, региону Пијемонт.
Према процени из 2011. године у насељу је живело 61 становника. Насеље се налази на надморској висини од 263 m.